# Archiv des Erzbistums München und Freising

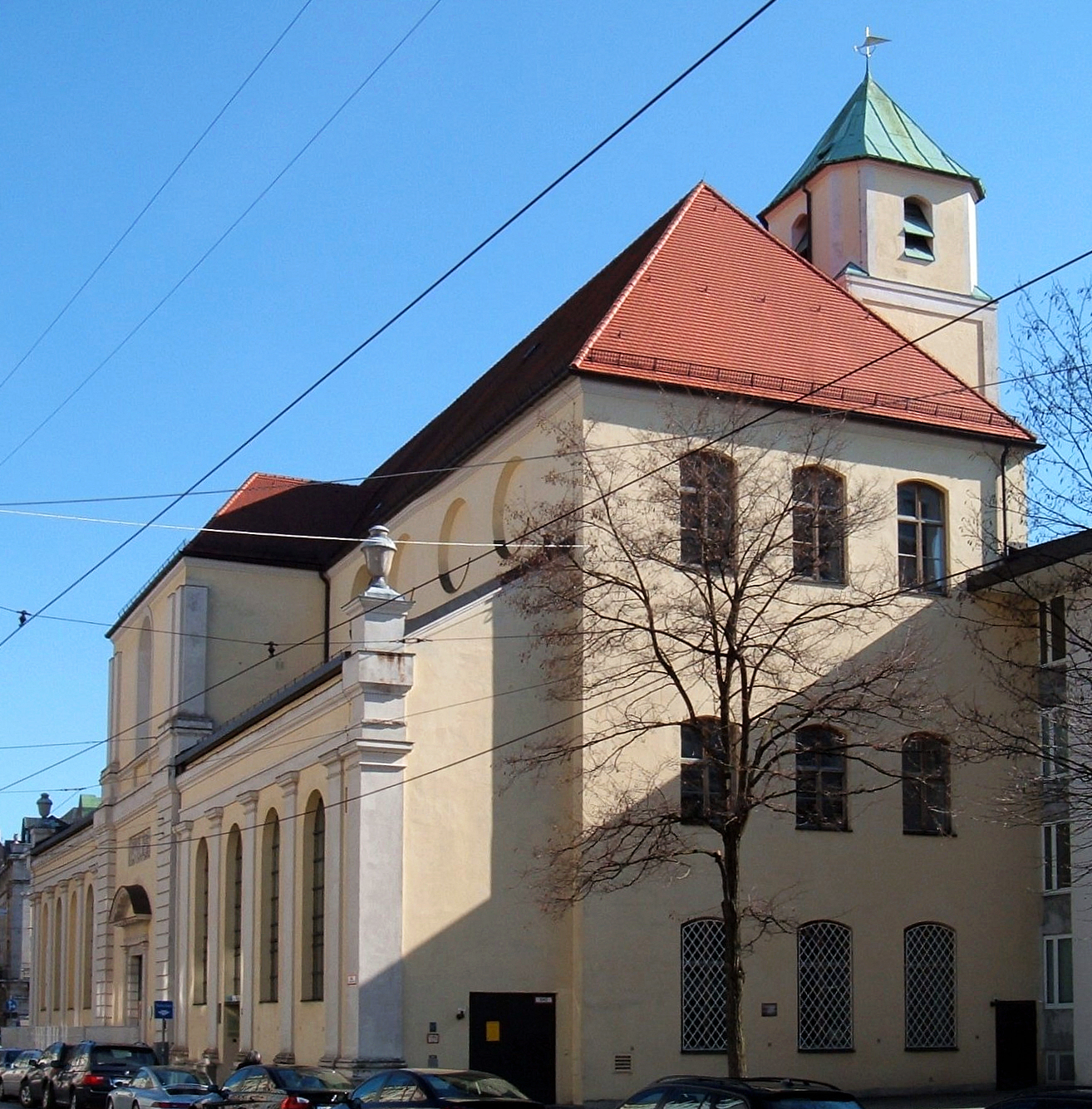
Ehemalige Karmelitenkirche

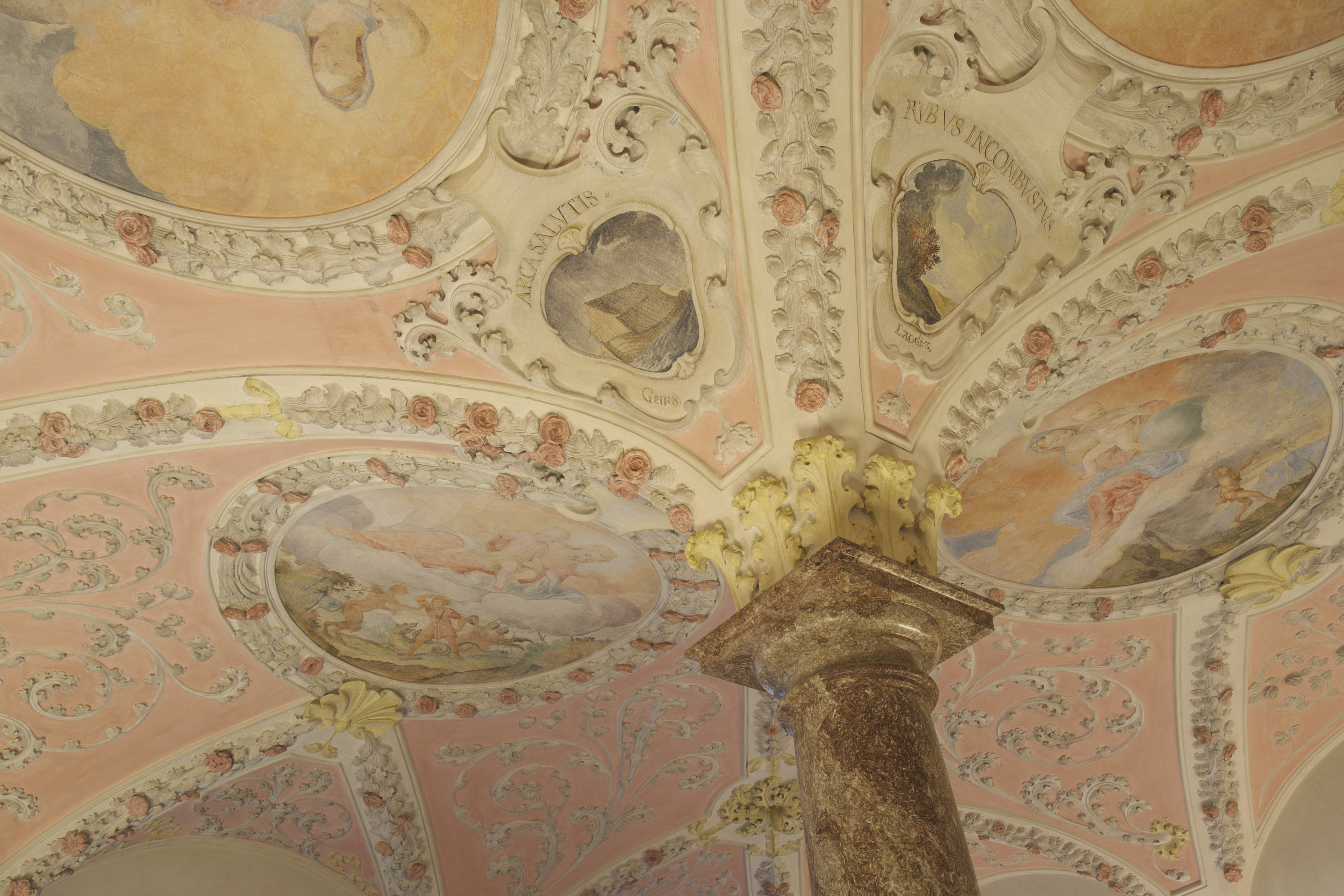
Decke im Lesesaal, ehemalige Sakristei der Karmelitenkirche

Das Archiv des Erzbistums München und Freising (AEM) ist eine Einrichtung der römisch-katholischen Kirche in München.

## Geschichte
Zusätzlich zum Archiv des Hochstifts Freising entstand ab dem 10. Jahrhundert das Archiv des Domkapitels von Freising und das Archiv des Geistlichen Rates für die Diözesanverwaltung. Während der Säkularisation im Jahr 1802 erfolgte die Beschlagnahme der ersten beiden Archive durch die bayerische Regierung. Die Diözesanverwaltung, die weiterhin bestand, durfte ihr Archiv behalten.
Dieses Archiv zog 1821 zusammen mit der Diözesanverwaltung nach München und bildete dort den Grundstock des Archivs des Erzbistums München und Freising. Dazu kamen die Protokolle des alten Domkapitels, Akten aus dem Konsistorialarchiv in Salzburg sowie der salzburgischen Archidiakonate Baumburg, Chiemsee und Gars und Archivalien des Bistums Chiemsee. Der geistliche Rat Joseph Jakob von Heckenstaller konnte von staatlichen Stellen als unwichtig eingestuftes Material erwerben. Nach ihm wird das Archiv in Fachkreisen auch als Heckenstalleriana bezeichnet. Weiterhin entstanden ab 1821 das Archiv des Metropolitankapitels München und ein erzbischöfliches Hausarchiv. Durch Martin von Deutinger, ab 1814 Registrator im Generalvikariat, wurde das Archiv nach dem Pertinenzprinzip geordnet. In den letzten Jahren wurde die ursprüngliche Ordnung bedeutender Teile der Bestände über eine digitale Erschließung nach dem Provenienzprinzip wieder nachvollziehbar.
Während des Zweiten Weltkrieges wurde ein Großteil der Bestände ausgelagert. Der verbliebene Rest wurde durch einen Bombenangriff am 25. April 1944 zerstört. Nach 1945 wurden die Bestände in das vorläufige Ordinariatsgebäude, das Palais Montgelas am Promenadeplatz, gelagert. Im Jahr 1958 wurde der Chor- und Sakristeiteil der Karmeliterkirche für das Archiv umgebaut. Seit 1981 ist die ehemalige Sakristei als Lesesaal des Archivs des Erzbistums München und Freising, der auch für die Benutzer der Bibliothek des Metropolitankapitels zur Verfügung steht, eingerichtet. Der Raummangel des stetig wachsenden Archivs in München führte 1984 zur Einrichtung eines Archivdepots in Freising.
Der langjährige Archivdirektor Peter Pfister ging im Juli 2018 in den Ruhestand, sein Nachfolger (seit  April 2019) wurde Johannes Merz, bisher Kanzler der bischöflichen Kurie im Bistum Würzburg.

## Bestände
Das Archiv umfasst circa 4.200 Regalmeter. Dazu gehören unter anderem:
- Urkunden (beginnend ab 1147)
- Pfarrmatrikel
- Verwaltungsüberlieferung der Behörden des Bistums Freising und des Erzbistums München und Freising
- die Heckenstalleriana (Sammlung zur Geschichte des Bistums Freising)
- Priesterpersonalakten (beginnend ab der Mitte des 17. Jahrhunderts)
- Akten aus dem ehemals Salzburger Bereich (Akten und Bände des Erzbistums Salzburg, des Bistums Chiemsee und der Archidiakonate Baumburg, Chiemsee und Gars als geistliche Mittelbehörden, ab der 2. Hälfte des 16. Jahrhunderts)
- verschiedene Nachlässe
- Stiftungsadministration Wasserburg mit Vorgängerbehörden (1700–1818)

### Unterarchive
- Archiv des Metropolitankapitels München (ab 1821)
- Archiv der Asamkirche
- 85 Pfarrarchive
- Erzbischöfliches Archiv (Amtsakten und Nachlässe der ehemaligen Erzbischöfe):
  - Kardinal-Faulhaber-Archiv
  - Kardinal-Wendel-Archiv
  - Kardinal-Döpfner-Archiv
  - Kardinal-Ratzinger-Archiv

### Sammlungen
- Plansammlung (überwiegend 18. Jahrhundert)
- Graphische Sammlung
- Kunsttopographie des Erzbistums

### Weitere Bibliotheken
- Bibliothek des Metropolitankapitels, eine reine Präsenzbibliothek mit 75.000 Bänden[2], insbesondere zur Diözesangeschichte und zur Theologie
- Bibliothek des Vereins für Diözesangeschichte von München und Freising

## Benutzung
Das AEM ist allen Nutzern mit einem berechtigten Interesse (Geschichtsforschung, Pädagogik, Familienforschung usw.) zugänglich. Die Nutzungsgebühren richten sich nach der Archivgebührenordnung der bayerischen Kirchenarchive.

## Standort
Karmeliterstraße 1, 80333 München